# Análisis de la varianza
En estadística, el análisis de la varianza (ANOVA por sus sigloides en inglés, ANalysis Of VAriance) es una colección de modelos estadísticos y sus procedimientos asociados, en el cual la varianza está particionada en ciertos componentes debidos a diferentes variables explicativas. Se utiliza de forma intensiva en el análisis y diseño de experimentos para evaluar el efecto de tratamientos en la variabilidad de la variable respuesta.
Desarrollada por el genetista R. A. Fisher en los años 1920 y 1930, se conoce también como "Anova de Fisher" o "análisis de varianza de Fisher" debido al uso de la distribución F de Fisher como parte del contraste de hipótesis.

## Introducción
El análisis de la varianza parte del concepto de regresión lineal, cuya funcionalidad amplía. Así, un análisis de la varianza permite determinar, por ejemplo, si diferentes tratamientos médicos (es decir, un grupo de más de dos tratamientos) muestran diferencias significativas en sus resultados o si por el contrario puede suponerse que sus medias poblacionales no difieren. De este modo el análisis de la varianza permite superar las limitaciones de hacer contrastes bilaterales por parejas entre todos los tratamientos posibles, lo que sería un mal método para determinar si un conjunto de variables con n > 2 difieren entre sí. El primer concepto fundamental es suponer que todo valor observado puede expresarse mediante la siguiente función:

{\displaystyle y_{ij}=\mu +\tau _{i}+\epsilon _{ij}}

Donde:
{\displaystyle y_{ij}} sería el valor observado (variable dependiente) [valor j-ésimo del tratamiento i-ésimo], y {\displaystyle \tau _{i}} es el efecto del tratamiento i.
{\displaystyle \mu } sería una constante que en la recta de regresión equivale a la ordenada en el origen,
{\displaystyle \tau _{i}} es una variable que varía de tratamiento a tratamiento.
{\displaystyle \epsilon _{ij}} es una variable aleatoria que añade a la función cierto error que desvía la puntuación observada de la puntuación pronosticada.
Por tanto, a la función de pronóstico la podemos llamar "media del tratamiento i":

{\displaystyle y_{i}=\mu +\tau _{i}}

Podemos resumir que las puntuaciones observadas equivalen a las puntuaciones esperadas, más el error aleatorio ({\displaystyle y_{ij}=y_{i}+e_{ij}}). A partir de esa idea, se puede operar:
1. Restamos a ambos lados de la ecuación (para mantener la igualdad) la media de la variable dependiente:

{\displaystyle y_{ij}-{\overline {y}}=y_{i}+e_{ij}-{\overline {y}}}

1. Operando se llega finalmente a que:

{\displaystyle \sum _{i}\sum _{j}(y_{ij}-{\overline {y}})^{2}=n\sum _{i}(y_{i}-{\overline {y}})^{2}+\sum _{i}\sum _{j}(y_{ij}-y_{i})^{2}}

Esta ecuación se reescribe frecuentemente como:

{\displaystyle SS_{total}=SS_{fact}+SS_{error}\,}

de un factor, que es el caso más sencillo, la idea básica del análisis de la varianza es comparar la variación total de un conjunto de muestras y descomponerla como:

{\displaystyle SS_{total}=SS_{fact}+SS_{int}\,}

Donde:
{\displaystyle SS_{fact}\,} es un número real relacionado con la varianza, que mide la variación debida al "factor", "tratamiento" o tipo de situación estudiado.
{\displaystyle SS_{int}\,} es un número real relacionado con la varianza, que mide la variación dentro de cada "factor", "tratamiento" o tipo de situación.
En el caso de que la diferencia debida al factor o tratamiento no sea estadísticamente significativa puede probarse que las varianzas muestrales son iguales:

{\displaystyle {\hat {s}}_{fact}={\frac {SS_{fact}}{a-1}},\qquad {\hat {s}}_{int}={\frac {SS_{int}}{a(b-1)}}}

Donde:
{\displaystyle a\,} es el número de situaciones diferentes o valores del factor se están comparando.
{\displaystyle b\,} es el número de mediciones en cada situación se hacen o número de valores disponibles para cada valor del factor.
Así lo que un simple test a partir de la F de Snedecor puede decidir si el factor o tratamiento es estadísticamente significativo.

### Visión general
Existen tres clases conceptuales de estos modelos:
1. El Modelo de efectos fijos supone que los datos provienen de poblaciones normales, las cuales podrían diferir únicamente en sus medias. (Modelo 1)
2. El Modelo de efectos aleatorios supone que los datos describen una jerarquía de diferentes poblaciones cuyas diferencias quedan restringidas por la jerarquía. Ejemplo: El experimentador ha aprendido y ha considerado en el experimento sólo tres de muchos más métodos posibles, el método de enseñanza es un factor aleatorio en el experimento. (Modelo 2)
3. El Modelo de efectos mixtos describe situaciones que éste puede tomar. Ejemplo: Si el método de enseñanza es analizado como un factor que puede influir donde están presentes ambos tipos de factores: fijos y aleatorios. (Modelo 3)

### Supuestos previos
El ANOVA parte de algunos supuestos o hipótesis que han de cumplirse:
- La variable dependiente debe medirse al menos a nivel de intervalo.
- Independencia de las observaciones.
- La distribución de los residuales debe ser normal.
- Homocedasticidad: homogeneidad de las varianzas.

La técnica fundamental consiste en la separación de la suma de cuadrados (SS, 'sum of squares') en componentes relativos a los factores contemplados en el modelo. Como ejemplo, mostramos el modelo para un ANOVA simplificado con un tipo de factores en diferentes niveles. (Si los niveles son cuantitativos y los efectos son lineales, puede resultar apropiado un análisis de regresión lineal)

{\displaystyle SS_{\hbox{Total}}=SS_{\hbox{Error}}+SS_{\hbox{Factores}}}

El número de grados de libertad (gl) puede separarse de forma similar y corresponde con la forma en que la distribución chi-cuadrado (χ² o Ji-cuadrada) describe la suma de cuadrados asociada.

{\displaystyle gl_{\hbox{Total}}=gl_{\hbox{Error}}+gl_{\hbox{Factores}}}

## Tipos de modelo

### Modelo I: Efectos fijos
El modelo de efectos fijos de análisis de la varianza se aplica a situaciones en las que el experimentador ha sometido al grupo o material analizado a varios factores, cada uno de los cuales le afecta sólo a la media, permaneciendo la "variable respuesta" con una distribución normal.
Este modelo se supone cuando el investigador se interesa únicamente por los niveles del factor presentes en el experimento, por lo que cualquier variación observada en las puntuaciones se deberá al error experimental.

### Modelo II: Efectos aleatorios (componentes de varianza)
Los modelos de efectos aleatorios se usan para describir situaciones en que ocurren diferencias incomparables en el material o grupo experimental. El ejemplo más simple es el de estimar la media desconocida de una población compuesta de individuos diferentes y en el que esas diferencias se mezclan con los errores del instrumento de medición.
Este modelo se supone cuando el investigador está interesado en una población de niveles, teóricamente infinitos, del factor de estudio, de los que únicamente una muestra al azar (t niveles) están presentes en el experimento.

## Grados de libertad
Los grados de libertad pueden descomponerse al igual que la suma de cuadrados. Así, GLtotal = GLentre + GLdentro. Los GLentre se calculan como: a - 1, donde a es el número de tratamientos o niveles del factor. Los GLdentro se calculan como N - a, donde N es el número total de observaciones o valores de la variable medida (la variable respuesta).

## Pruebas de significación
El análisis de varianza lleva a la realización de pruebas de significación estadística, usando la denominada distribución F de Snedecor.

## Tablas ANOVA
Una vez que se han calculado las sumas de cuadrados, las medias cuadráticas, los grados de libertad y la F, se procede a elaborar una tabla que reúna la información, denominada "Tabla de Análisis de varianza o ANOVA", que adopta la siguiente forma:
| Fuente de variación | Suma de cuadrados                    | Grados de libertad | Cuadrado medio                                        | F                                |
| ------------------- | ------------------------------------ | ------------------ | ----------------------------------------------------- | -------------------------------- |
| Intergrupo          | {\displaystyle SS_{\hbox{Factores}}} | t - 1              | {\displaystyle T={\frac {SS_{\hbox{Factores}}}{t-1}}} | {\displaystyle F={\frac {T}{E}}} |
| Intragrupo o Error  | {\displaystyle SS_{\hbox{Error}}}    | N - t              | {\displaystyle E={\frac {SS_{\hbox{Error}}}{N-t}}}    |                                  |
| Total               | {\displaystyle SS_{\hbox{Total}}}    | N - 1              |                                                       |                                  |